# Рибалка Пантелеймон Якимович
Пантелеймон Рибалка (26 або 27 липня 1886, с. Сурсько-Михайлівка, нині — Солонянського району Дніпропетровської обл. — 1932, Донбас, Україна) — член Катеринославської «Просвіти» з 23 лютого 1914, український громадський діяч, письменник. Жертва російського окупаційного терору.

## Життєпис
Народився в селянській родині — батько Яким Рибалка, мати Ірина (Оришка) з роду Кравченко, по вуличному — Логвини. Мав чотирьох братів — Григорія, Каленика, Івана, Якова і трьох сестер. Закінчив двокласну школу в с. Сурсько-Михайлівка, а з 1902 по 1906 вчився в учительській семінарії в Новому Бузі, де у квітні 1906 отримав посвідчення «учителя початкового училища». У тій же семінарії навчалися його земляки-просвітянини К. Корж, Т. Гладченко.
Батько Яким помер рано (до 1904) і господарство батька успадкував брат Пантелеймона Іван, старший від нього на п’ять років. Землі було обмаль (біля двох десятин) у дворищі та дещо в т. зв. царині, тому Іван орендував землю в поміщика Кузьми Котова, з яким був у дружбі. Крім хліборобства, Іван займався садівництвом (сад до 1,5 десятини) та бджільництвом (до ста вуликів). Завдяки бджільництву, молодші брати Пантелеймон та Яків змогли вчитися у вчительській семінарії. Ставши вчителем, Пантелеймон, якого в родині звали Паньком, недовго вчителював, мешкав у Катеринославі на Кооперативній вулиці, а потім вступив до вузу і закінчив два-три курси, але змушений був перервати навчання і працювати. У 1909 привіз з Катеринослава у Сурсько-Михайлівку фотографа, який і зробив кілька родинних фотокарток, що збереглися до нашого часу. У 1930 закінчив гірничий факультет Дніпропетровського гірничого інституту.

### Діяльність у Катеринославській «Просвіті»
Як член Катеринославської «Просвіти», Рибалка був знайомий з багатьма українськими діячами, зокрема, Д. Яворницьким, Я. Новицьким, В. Бідновим, І. Трубою, А. Синявським та іншими, які бували в Сурсько-Михайлівці, у хаті Івана Рибалки. Рибалка бував за кордоном, зокрема, в Австро-Угорщині, Німеччині, Франції. Написав книгу «Путешествие русских учителей за границу», про що розповідав його брат Яків, але вона не була видана, а рукопис загубився.
Рибалка підтримував дружні стосунки з родиною просвітянина К. Котова, зокрема, з однією з його дочок. Але одружився з дочкою Івана, поміщика села Павлової, правда, невдовзі розлучився з нею. Був свідомим українським діячем, передплачував зі Львова «Літературно-науковий вістник», мав твори М. Грушевського, А. Кащенка тощо.
Більшість книжок після його смерті успадкував брат Яків, учитель географії. Твори з книгозбірні Рибалки мали вплив на формування національного світогляду і наступних поколінь роду.
Зокрема, його троюрідний племінник Іван читав з тієї бібліотеки твори І. Нечуя-Левицького, П. Куліша, місцевого просвітянина Івана Труби (його читанку «Стежка додому»). Після смерті від тифу 1919 Івана Яковича Рибалки на старому господарстві в селі Сурсько-Михайлівка господарював його брат Яків.

### Переїзд на Донбас і смерть
Рибалка купив був дві десятини землі за пів кілометра від старого батьківського дворища біля річки Суха Сура. Хотів будуватися, але за радянської влади змушений виїхати на Донбас, де працював інженером. Вдруге одружився. Любив мисливство і рибалку. Пантелеймон Рибалка на Донбасі переслідувався після процесу над «промпартією», коли почалися нагінки на старих спеціалістів. Напевне, це і вкоротило йому віку, бо він раптом помер на Донбасі в 1932 у віці 47 років. (Інформація і фото надані внучатим племінником Іваном Дмитровичем Рибалкою).
Можливо, виїздові Рибалки з рідного села на Донбас передували ось ці події: 

«...У квітні 1922 р. ударна трійка під керівництвом П. Клименка заарештувала вчителя П. Рибалку, мешканця с. Сурсько-Ми-хайлівки. Одночасно з арештом було здійснено ретельний обшук» 

— (Цит. за: «Бори-сфен». —— 1997. — №6. — С.12— 13.)